# Oka (dopływ Wołgi)
Oka (ros. Ока) – rzeka w Rosji, prawy (najdłuższy) dopływ Wołgi, o długości 1500 km i powierzchni dorzecza wynoszącej 245 tysięcy km².
Rzeka wypływa ze źródeł na Wyżynie Środkoworosyjskiej, na północ od Kurska, a do Wołgi uchodzi w Niżnym Nowogrodzie.
Oka jest żeglowna na odcinku 1200 km (od miasta Czekalin), a na długości 100 km (tuż poniżej ujścia Moskwy) jest skanalizowana.
Główne dopływy:
- lewe: Kroma, Con, Nugr', Żyzdra, Szania, Trusa, Nara, Łopasnia, Moskwa, Pra, Guś, Uszna, Klaźma
- prawe: Rybnica, Zusza, Upa, Biesputa, Osiotr, Woża, Pronia, Para, Tyrnica, Piet, Moksza, Tiosza, Kiszma.

Ważniejsze miejscowości nad Oką: Orzeł, Kaługa, Aleksin, Sierpuchow, Stupino, Kołomna, Riazań, Kasimow, Murom, Pawłowo, Dzierżyńsk, Niżny Nowogród.